# Folke Himmelstrand
Nils Folke Himmelstrand, född 30 oktober 1904 i Östersund i Jämtlands län, död 11 december 1974 i Malmö, var en svensk manusförfattare och översättare. Han var far till Peter Himmelstrand.
Himmelstrand är begraven på Sankt Pauli södra kyrkogård i Malmö.

## Filmmanus
- 1945 – Rattens musketörer